# Mogorella
Mogorella est une commune italienne de la province d'Oristano, dans la région Sardaigne. Elle se situe à 80 km au nord-est de Cagliari et à 25 km à l'est d'Oristano. En décembre 2010, sa population est de 471 habitants pour une superficie de 17,2 km2. 

## Administration
| Période                                  | Période | Identité | Étiquette | Qualité |
| ---------------------------------------- | ------- | -------- | --------- | ------- |
|                                          |         |          |           |         |
| Les données manquantes sont à compléter. |         |          |           |         |

### Communes limitrophes
Albagiara, Ruinas, Usellus, Villa Sant'Antonio, Villaurbana.